# Жилетти, Ален
Але́н Жилетти́ (фр. Alain Giletti, род. 11 сентября 1939 года) — французский фигурист, выступавший в мужском одиночном разряде, чемпион мира 1960 года (первый чемпион в истории французского мужского катания), пятикратный чемпион Европы (завоевал первый европейский титул в 15 лет), десятикратный чемпион Франции. Он представлял страну на зимних Олимпийских играх 1952, 1956 и 1960 годов, но не выиграл ни одной медали, дважды став 4-м Жилетти также один раз стал чемпионом Франции в парном катании с Мишель Аллар.
После окончания спортивной карьеры он ушёл в профессионалы, выступая на шоу Holiday on Ice, а позднее стал учителем фигурного катания и директором катка.

## Достижения
| Соревнование            | 1951 | 1952 | 1953 | 1954 | 1955 | 1956 | 1957 | 1958 | 1959 | 1960 | 1961 |
| ----------------------- | ---- | ---- | ---- | ---- | ---- | ---- | ---- | ---- | ---- | ---- | ---- |
| Зимние Олимпийские игры |      | 7    |      |      | 4    |      |      | 4    |      |      |      |
| Чемпионат мира          |      | 8    | 5    | 3    | 4    |      | 4    | 3    | 4    | 1    |      |
| Чемпионат Европы        |      | 4    | 2    | 2    | 1    | 1    | 1    | 2    | 2    | 1    | 1    |
| Чемпионат Франции       | 1    | 1    | 1    | 1    | 1    | 1    | 1    |      | 1    | 1    | 1    |